# ベンジャミン・ゴット

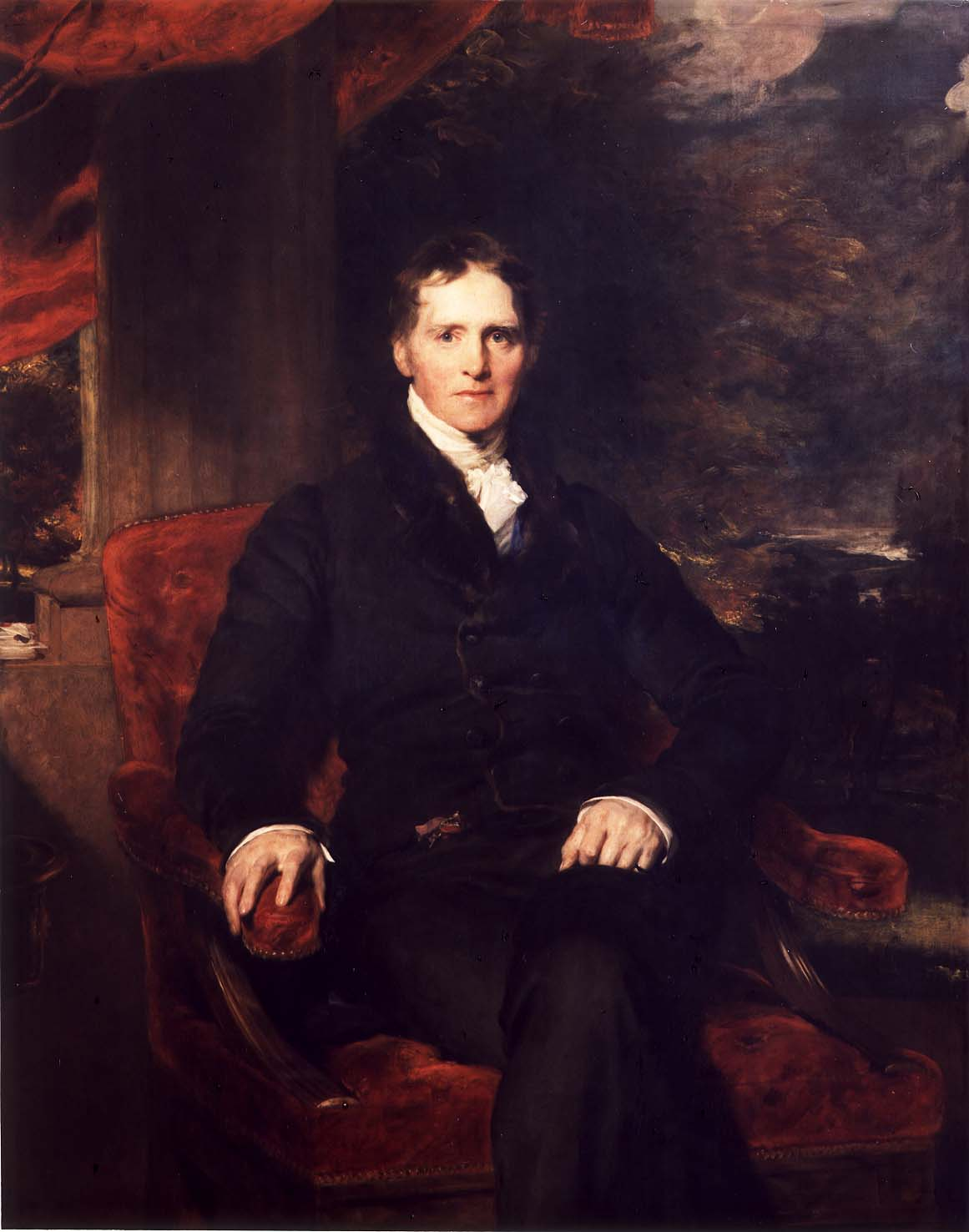
ベンジャミン・ゴット

ベンジャミン・ゴット （Benjamin Gott 、1762年6月24日 - 1840年2月14日）は産業革命において繊維生産の分野においてを主導した人物の一人である。
彼の工場はリーズのアーマリーにあるアーマリーミルズにあり、当時は世界最大の羊毛工場で現在は産業博物館として展示されている。

## 経歴
ゴットはウェスト・ヨークシャーのPudseyのCalverleyの土木技師で測量技師でもあるジョン・ゴットの元に生まれた。ベンジャミンは17歳までビングリーグラマースクールに通い、1780年に卒業した。彼の父は彼を羊毛商であるWormald & Fountaineに弟子入りさせた。
ゴットの最も特筆すべき業績は1804年に彼が主導してアーマリーミルズでおきた産業革命である。彼が買収した工場は当時、火災により破壊され廃墟であり再建の為に鋳鉄の内部フレームや他の防火設備を発注した。1805年に修繕が完了して新しい世界最大の羊毛工場になった。
ゴットは蒸気機関や力織機のような革新機械の導入による新しい羊毛布の製法を実験した。ゴットは多大な富を築き彼の工場に新しい機械を導入する為に再投資した。彼はアーマリーに救貧院も設立して美術品の収集を行いリーズ哲学、文学協会を1819年に設立した。
彼の他の工場にはBean Ings (1792年)や初の羊毛工場であるBurley Mills (1798年)やSt Ann's Mills (1824年)が含まれる。
ゴットは1799年にリーズ市の市長になり、1840年に亡くなった時、彼は長者になっていた。1820年に建てられた彼の家はHumphrey Reptonによって設計され、Kirkstall盆地やリーズとリバプールの運河をアーマリー側から一望できた。
1929年に彼の家と土地はリーズ市議会によって市立のゴルフコースとアーマリー公園として整備された。